# Tempel van Fides
De Tempel van Fides was de naam van twee tempels ter ere van Fides, de Romeinse godin van de loyaliteit, in het oude Rome.

## Capitolijn
De belangrijkste tempel voor Fides (Aedes Fidei) stond op de Capitolijn, waarschijnlijk in de ommuurde area Capitolina, aan het plein voor de grote Tempel van Jupiter Optimus Maximus. Volgens de overlevering bouwde de Romeinse koning Numa Pompilius (7e eeuw v.Chr.) hier een schrijn ter ere van de godin. Een echte tempel werd in de 3e eeuw v.Chr. gebouwd door de consul en dictator Aulus Atilius Calatinus. Deze tempel werd in de 1e eeuw v.Chr. gerestaureerd door Marcus Aemilius Scaurus.
De Romeinse senaat vergaderde soms in de tempel. Aan de buitenmuren hingen bronzen plakkaten waarin de teksten van wetten en verdragen waren gegraveerd. Fides werd geacht ervoor te zorgen dat deze verdragen werden nageleefd. Vanaf de 1e eeuw n.Chr. werden er ook diplomata, militaire diploma's, van eervol uit het leger ontslagen soldaten opgehangen. In de tempel hing een schilderij van Aristides van Thebe uit de 4e eeuw v.Chr., waarop een oude man stond afgebeeld die een jongen de lier leerde te bespelen.
Van de latere geschiedenis is niets meer bekend. Er zijn geen restanten van de tempel teruggevonden en daardoor is het uiterlijk of de architectonische stijl niet bekend.

## Palatijn
De andere bekende tempel voor Fides (Templum Fidei) stond volgens de overlevering op de Palatijn. Deze tempel zou gebouwd zijn door "Rhome", de dochter van Ascanius en kleindochter van de Trojaan Aeneas, toen zij met haar volk op de plaats aankwam waar Rome zou worden gesticht. De tempel wordt in de antieke bronnen slechts eenmaal genoemd door Festus, die de Griekse schrijver Agathocles aanhaalt in een sage die is geschreven om een verklaring te geven voor de naam van de stad. Het is onwaarschijnlijk dat deze tempel echt heeft bestaan.

## Voetnoot
1. ↑  Livius, Ab Urbe Condita 1.21.3-4
2. ↑  Plutarchus, Parallelle levens - Numa Pompilius 16.1
3. ↑  Valerius Maximus, 3.2.17
4. ↑  Appianus, Romeinse Burgeroorlog 1.16
5. ↑  Plinius de oudere, Naturalis Historia 35.100
6. ↑  Festus, 328L

## Referentie
- S.B. Platner, A topographical dictionary of ancient Rome, Londen 1929. Art. Aedes_Fidei
- L. Richardson, jr, A New Topographical Dictionary of Ancient Rome, Baltimore - London 1992. p. 226-227 ISBN 0801843006